# Coppa Intercontinentale 2018 (hockey su pista)
La Coppa Intercontinentale 2018 è stata la 18ª edizione dell'omonima competizione di hockey su pista riservata alle squadre di club. Il torneo ha avuto luogo dal 14 al 16 dicembre 2018. Il trofeo è stato vinto dal Barcellona per la quinta volta nella sua storia.

## Squadre partecipanti
| Nazione    | Club                   | Qualificazione                                      | Partecipazioni precedenti (il grassetto indica la vittoria) |
| ---------- | ---------------------- | --------------------------------------------------- | ----------------------------------------------------------- |
| Argentina  | Concepción             | Finalista del South American Club Championship 2018 | 1987, 2007, 2008                                            |
| Argentina  | L. Murialdo Guaymallén | Detentore del South American Club Championship 2018 | Esordiente                                                  |
| Portogallo | Porto                  | Finalista dell'Eurolega 2017-2018                   | 1983                                                        |
| Spagna     | Barcellona             | Detentore dell'Eurolega 2017-2018                   | 1983, 1985, 1998, 2006, 2008, 2014                          |

## Risultati

### Semifinali
| San Juan 14 dicembre 2018 | L. Murialdo Guaymallén | 5 – 7 | Porto | Aldo Cantoni |

| San Juan 14 dicembre 2018 | Barcellona | 7 – 2 | Concepción | Aldo Cantoni |

### Finale
| San Juan 16 dicembre 2018 | Barcellona | 5 – 4 (d.t.s.) | Porto | Aldo Cantoni |